# Estación de Valenciennes
La estación de Valenciennes es la principal estación ferroviaria de la ciudad francesa de Valenciennes, situada en el departamento de Norte, dentro de la Región de Alta Francia.

## Historia
Se trata de la estación más antigua de la Compañía de ferrocarriles del Norte, al ser inaugurada el 14 de noviembre de 1842 con la apertura de la línea Valenciennes - Blanc-Misseron -Quiévrain.
El edificio de viajeros actual data de 1909. En 1918, la estación sufrió un bombardeo a consecuencia de la Primera Guerra Mundial, causando la destrucción de la marquesina metálica que cubría las vías. Durante la Segunda Guerra Mundial, fue escenario de nuevos ataques que provocaron graves daños en el edificio, el cual tuvo que ser reconstruido en los años siguientes.
En 2018 la estación dio servicio a 3.080.883 viajeros.

## Situación
Se encuentra ubicada en el centro de la ciudad, conectada con numerosas líneas de autobuses urbanos e interurbanos, además de las 2 líneas del Tranvía de Valenciennes, garantizando una conexión con los principales barrios de la ciudad y las localidades cercanas que conforman la aglomeración urbana.
En términos ferroviarios, está situada en las líneas de Fives (Lille) a Hirson, Douai a Blanc-Misseron; y de Lourches a Valenciennes.

## Servicios
Cuenta con servicios de larga distancia proporcionados mediante relaciones TGV inOui, y de carácter regional al formar parte de la red TER Hauts-de-France.
Las relaciones TGV inOui conectan a Valenciennes con París Norte dentro del servicio París Norte - Arras - Douai - Valenciennes, con varias frecuencias a lo largo del día.
Los servicios TER se prestan en las siguientes líneas:
- Lille-Flandes - Valenciennes - Maubeuge/- Hirson - Charleville-Mézières. Cuenta con frecuencias que cubren únicamente el tramo Lille - Valenciennes, disponiendo de servicios frecuentes varias veces a la hora en periodos punta.
- Valenciennes - Cambrai.
- Valenciennes - Jeumont/Hirson.
- Douai - Valenciennes.